# Dreckshausen

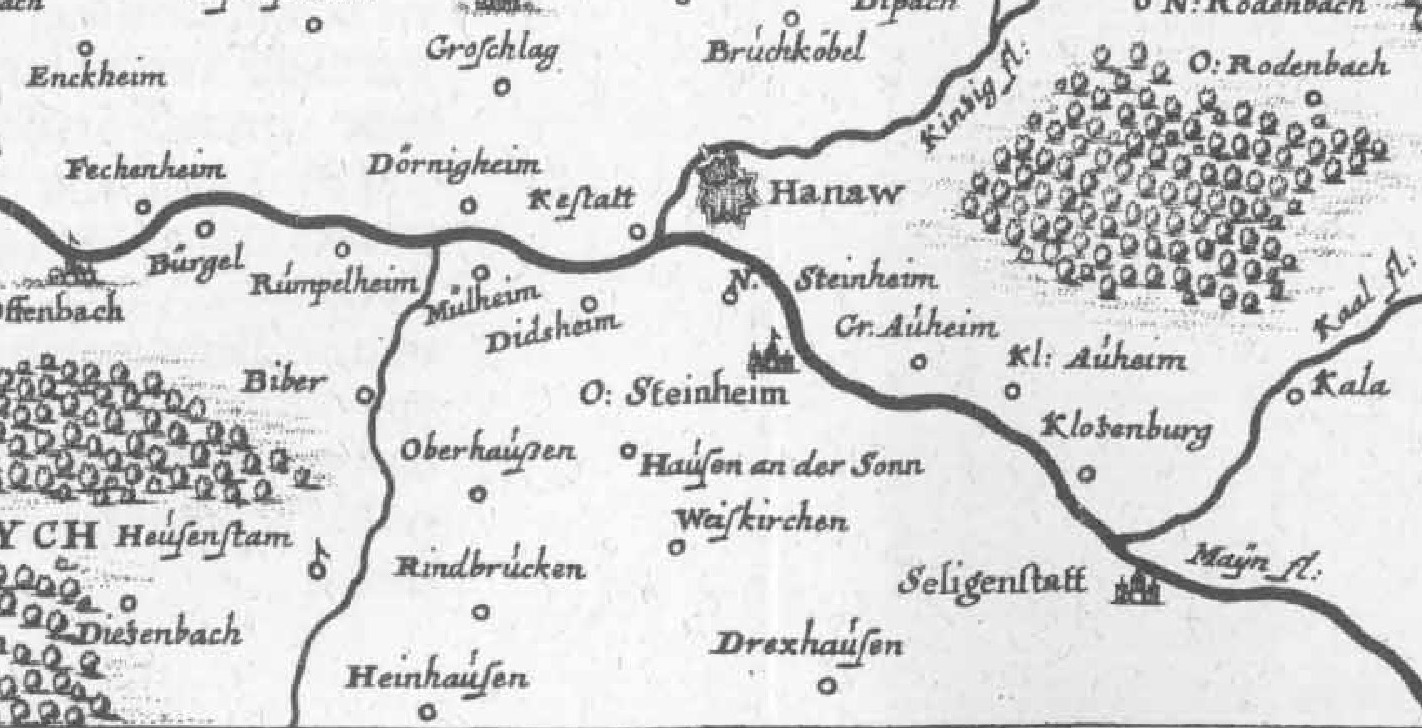
Dreckshausen auf einem Stich von Matthäus Merian

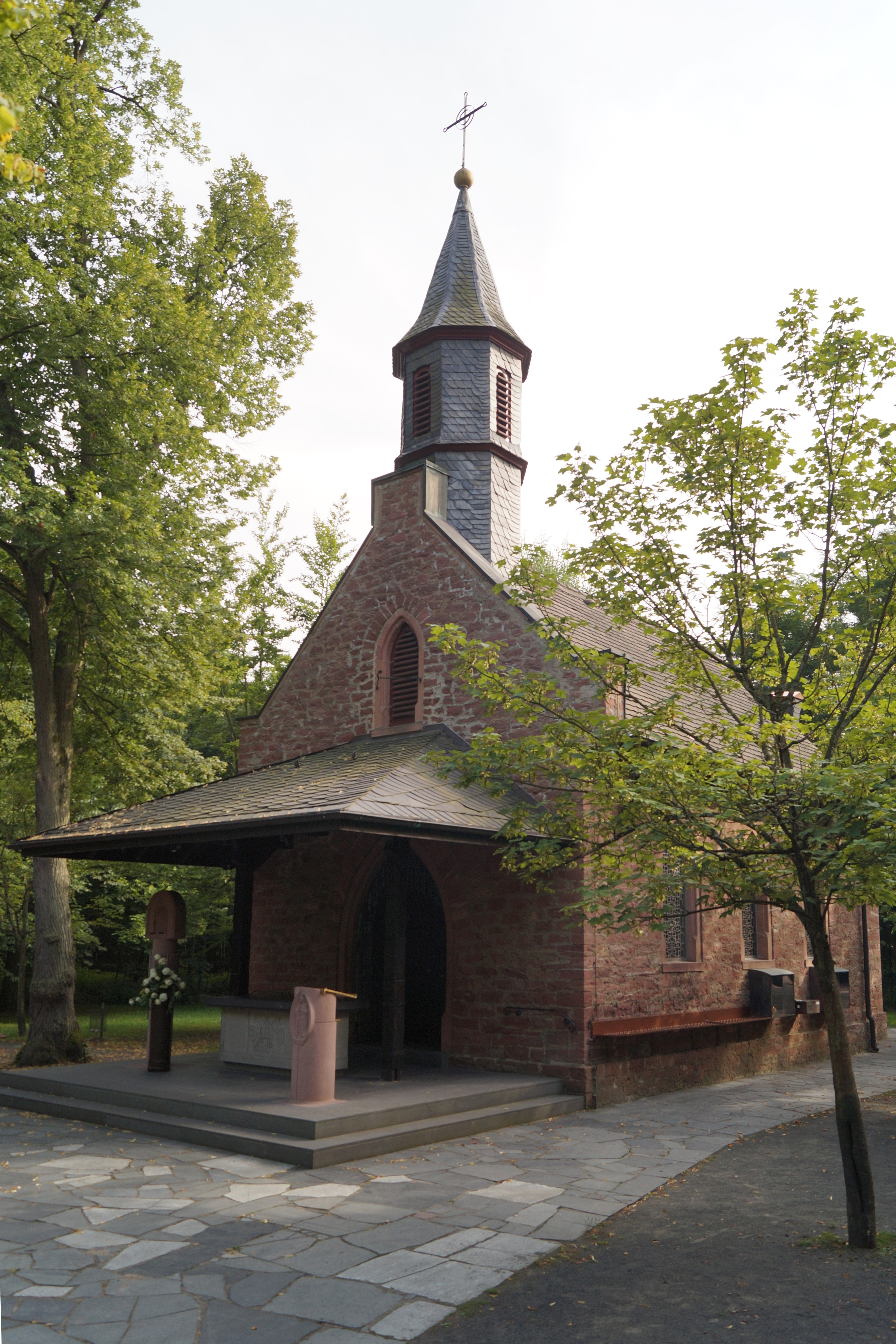
Ansicht der heutigen Kapelle von Nordosten

Dreckshausen, auch Drexhausen oder Dreckhausen, ist eine Wüstung im Maingau auf der Gemarkung von Klein-Krotzenburg der Gemeinde Hainburg im Landkreis Offenbach.
Dreckshausen ist eine Gründung aus karolingischer Zeit (687–814). Der Ortsname hat die für diese Zeit typische Endung auf ‑hausen. Wie einige seiner Nachbarorte verdankt Dreckshausen seine Gründung der Rodungstätigkeit des um 830 gegründeten Benediktinerklosters in der Einhard-Basilika in Obermühlheim (heute Seligenstadt) im alten Reichswald Dreieich.
Der Ort wurde 1336 als Dreckhusen erwähnt. Der Name geht auf den sumpfigen Untergrund zurück. Bereits 1567 wird der Ort als ausgegangen bezeichnet. Damals bestand nur noch ein Hof, der dem Kloster Seligenstadt zugehörig war. In den Wirren des Dreißigjährigen Krieges wurde der Ort vollständig ausgelöscht. In einer hohlen Eiche fand ein Hirte 1648 ein aus Holz geschnitztes Gnadenbild der Schmerzhaften Muttergottes, das vermutlich 1620 von einem Laienkünstler angefertigt wurde. Nach Wundertaten, die in Verbindung mit dem Gnadenbild erfolgt sein sollen, steht an dieser Stelle ihm zu Ehren die Wallfahrtskapelle Liebfrauenheide, ein Marienwallfahrtsort der Kirchengemeinde St. Nikolaus. Dort predigte auch der ehemalige Mainzer Bischof Wilhelm Emmanuel von Ketteler.